# Kim Hae-woon
Kim Hae-woon (Incheon, Corea del Sur; 25 de diciembre de 1973) es un exfutbolista de Corea del Sur que jugaba en la posición de guardameta.

## Carrera

### Club
Jugó toda su carrera con el Seongnam Ilhwa Chunma de 1996 a 2008, con el que jugó 197 partidos oficiales, fue campeón nacional en cuatro ocasiones, cuatro copas nacionales y tres internacionales.

### Selección nacional
Fue convocado para la Copa Asiática 2000 pero no jugó.

## Logros

### Club
- K League 1 (4) : 2001, 2002, 2003, 2006
- Korean FA Cup (1) : 1999
- K-League Cup (2) : 2002, 2004
- Korean Super Cup (1) : 2002
- Asian Super Cup (1): 1996
- A3 Champions Cup (1): 2004
- Afro-Asian Club Championship (1) : 1996

### Selección nacional
- EAFF East Asian Cup (1) : 2003